# بيتر غراهام (لاعب كريكت بريطاني)
بيتر غراهام (25 ديسمبر 1954 في المملكة المتحدة - 17 أبريل 2015)  (بالإنجليزية: Peter Graham)‏ هو لاعب كريكت بريطاني. لعب مع Northumberland County Cricket Club ‏.

## وصلات خارجية
- بيتر غراهام على موقع إي آس بي آن كريك إنفو (الإنجليزية)